# Ленский, Павел Дмитриевич
Па́вел Дми́триевич Ле́нский (при рождении — князь Оболе́нский; 10 (22) декабря 1851 — 27 апреля (10 мая) 1910) — русский драматический актёр. Драматург, автор пьес «Роковой дебют» (Театр ЛХО, 1897), «Кто в лес, кто по дрова» (Театр Корша, 1889) и др.

## Биография
Происходил из рода Оболенских. С 1879 по 1887 год играл в провинциальных театрах, с 1887 по 1890 год — в московском театре Ф. А. Корша, с 1890 года играл на сцене Александринского театра в Санкт-Петербурге, где с успехом играл роли резонёров. Среди его ролей:
- Арбенин («Маскарад» М. Ю. Лермонтова),
- Кречинский («Свадьба Кречинского» А. В. Сухово-Кобылина),
- Паратов и Несчастливцев («Бесприданница» и «Лес» А. Н. Островского),
- Скалозуб («Горе от ума» А. С. Грибоедова).

В 1895 году Ленский стал одним из организаторов литературно-художественного общества в Санкт-Петербурге и театра при этом обществе. С 1893 года преподавал драматическое искусство в Санкт-Петербургском театральном училище.